# Каледина, Елена Викторовна
Елена Викторовна Каледина (род. 28 октября 1966, Услыбаш, Башкирская АССР) — российская легкоатлетка, специалистка по бегу на средние и длинные дистанции, кроссу и марафону. Выступала на профессиональном уровне в 1992—2010 годах, двукратная чемпионка России в беге на 1 милю, многократная призёрка стартов международного и всероссийского значения, участница чемпионата Европы в Хельсинки. Представляла Республику Башкортостан. Мастер спорта России международного класса.

## Биография
Елена Каледина родилась 28 октября 1966 года в деревне Озерки Стерлитамакского района Башкирской АССР (ныне село Услыбаш того же района).
Начинала заниматься лёгкой атлетикой в секции добровольного спортивного общества «Урожай» у тренера М. С. Кашафутдинова, с 1991 года выступала за уфимский Спортивный клуб армии, где была подопечной Г. И. Алексеева. Окончила Уральский государственный университет физической культуры (2007).
Впервые заявила о себе в сезоне 1992 года, когда на чемпионате СНГ в Москве в беге на 3000 метров финишировала четвёртой.
В 1993 году в той же дисциплине стала пятой на Мемориале братьев Знаменских в Москве, была лучшей на чемпионате России по бегу на 1 милю.
В 1994 году выиграла серебряную медаль на чемпионате России по бегу на 1 милю по шоссе в Москве, прошедшем в рамках соревнований «Кремлёвская миля». В 3000-метровой дисциплине выиграла бронзовую медаль на чемпионате России в Санкт-Петербурге, стартовала на чемпионате Европы в Хельсинки — в финал не вышла. Также в этом сезоне заняла 54-е место на чемпионате Европы по кроссу в Алнике.
В 1995 году одержала победу в беге на 1500 метров на зимнем чемпионате России в Волгограде, в беге на 5000 метров была восьмой на Мемориале Знаменских в Москве. Вновь стала победительницей «Кремлёвской мили».
С 1996 года активно участвовала в различных коммерческих стартах в Европе, в том числе выступала в шоссейных пробегах. В дисциплине 3000 метров стала третьей в матчевой встрече со сборной Великобритании в Бирмингеме.
В 1997 году получила серебро на открытом чемпионате России по кроссу в Кисловодске, показала 40-й результат на чемпионате мира по кроссу в Турине.
На чемпионате России 1998 года в Москве стала бронзовой призёркой в беге на 5000 метров.
В 1999 году с личным рекордом 1:13:52 выиграла полумарафон в Ла-Гранд-Мотт.
В 2003 году превзошла всех соперниц на полумарафоне в Оре и на Монакском марафоне.
В 2004 году помимо прочего стала третьей на горном марафоне «Юнгфрау», в 2007 и 2008 годах также была здесь второй и третьей соответственно.
В 2009—2010 годах выступала на шоссейных стартах в США, в частности с личным рекордом 2:44:20 выигрывала марафон в Колумбусе, дважды становилась победительницей марафона в Роли. Имеет в послужном списке победу на Уфимском марафоне.
За выдающиеся спортивные достижения удостоена почётных званий «Мастер спорта России международного класса» (1993) и «Выдающийся спортсмен РБ» (1999).